# Maximilian von Montgelas

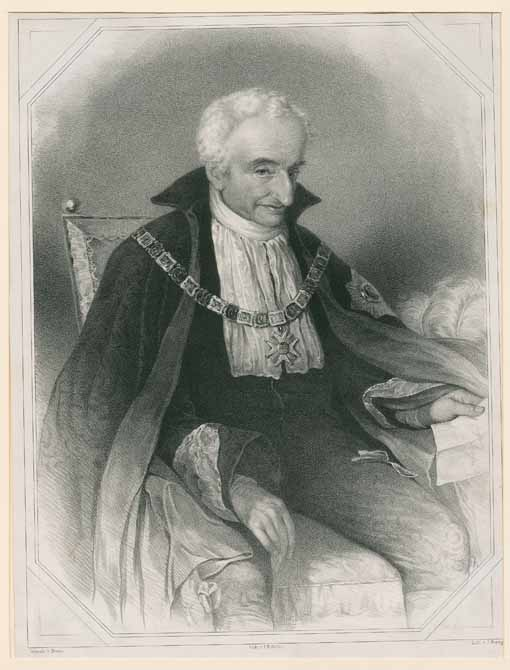
Max Joseph von Montgelas

Maximilian Karl Joseph Franz de Paula Hieronymus de Garnerin de la Thuille (sinds 1809 Graf) von Montgelas [mõʒəˈla] (München, 12 september 1759 - aldaar, 14 juni 1838) was een Beiers staatsman. Hij geldt als de vader van de moderne Beierse staat.
Max Joseph (ook: Josef) von Montgelas was de zoon van de Savoyse edelman Johann Sigmund Freiherr von Montgelas, kolonel in dienst van keurvorst Maximiliaan III Jozef van Beieren, en van diens eerste vrouw Ursula Gräfin von Trauner. Hoewel hij in Beieren opgroeide was hij van huis uit Franstalig, het Duits werd hij nooit perfect machtig. Hij studeerde in Nancy, Straatsburg en Ingolstadt. Direct daarna, in 1777, werd hij Hofrat in Beieren en in 1779 kamerheer van keurvorst Karel Theodoor en raad bij de boekencensuur.
Vanwege zijn sympathie voor de Illuminati viel hij in 1785 in ongenade, en zocht hij - met hulp van de Illuminati - zijn toevlucht bij hertog Karel II August van Palts-Zweibrücken. Later viel hij ook bij hem in ongenade, maar hij had de sympathie van diens jongere broer Maximiliaan Jozef, die Karel August in 1795 opvolgde. In 1796 werd hij Wirklicher Geheimer Rat. Hij stelde in datzelfde jaar, nadat duidelijk was geworden dat de hertog van Zweibrücken de keurvorst van Beieren zou opvolgen, in de zogenaamde Ansbacher Mémoire de hoofdlijnen van een uitvoerig hervormingsprogramma voor de Beierse staat op, in de geest van de Verlichting.
Toen Max Jozef na de dood van Karel Theodoor in 1799 keurvorst van Beieren werd, bleef Montgelas zijn voornaamste adviseur. Hij werd in datzelfde jaar minister van Buitenlandse Zaken, in 1803 van Financiën, in 1806 van Binnenlandse Zaken en in 1809 wederom van Financiën. Zijn pro-Franse houding bracht Beieren bij de Reichsdeputationshauptschluss van 1803 een aanzienlijke gebiedsuitbreiding in onder meer Frankenland en Zwaben en in 1806 de status van koninkrijk; Montgelas zelf werd de belangrijkste Beierse politicus.→
In overeenstemming met de Ansbacher Mémoire voerde hij krachtdadig vérgaande hervormingsmaatregelen naar Frans model door die onder andere het oude en het nieuwe Beieren moesten verbinden. Hij centraliseerde de staat, onder meer op juridisch vlak, voerde gelijkberechtiging voor de protestanten en de leerplicht in, schafte de privileges van de adel en de lijfeigenschap af en liet Anselm von Feuerbach een nieuw liberaal Wetboek van Strafrecht opstellen. Zijn nieuwe grondwet van 1808 ging uit van gelijkheid voor de wet, maar handhaafde de absolute macht van de monarch. Hierover raakte hij in conflict met kroonprins Lodewijk, de latere koning Lodewijk I, die de bevolking aan de regering wilde laten deelnemen. Hij wist de onafhankelijkheid van Beieren ook in de periode van de Rijnbond te handhaven, maar het lukte hem niet zijn land als bufferstaat tussen Frankrijk en Oostenrijk te vestigen. Het toetreden van Beieren tot de Duitse Bond in 1815 betekende de doodsteek voor dit plan. Vanwege zijn conflict met Lodewijk werd hij in 1817 ontslagen. Hij werd in 1819 tot erfelijk lid van de Tweede Kamer benoemd en stierf in 1838.
- Biblioteca Nacional de España: XX6089954
- Bibliothèque nationale de France: cb14401815w (data)
- Gemeinsame Normdatei: 118838113
- International Standard Name Identifier: 0000 0000 2772 7374
- Library of Congress Control Number: n88196288
- Nationale Bibliotheek van Tsjechië: jo20211118398
- Nationale Bibliotheek van Israël: 987007426411005171
- Nederlandse Thesaurus van Auteursnamen: 216750636
- SNAC: w67t098k
- Système universitaire de documentation: 108853594
- Virtual International Authority File: 74650358
- WorldCat: E39PBJhCG979gmVQ9RWWxFv4MP